# 石川県立羽松高等学校
石川県立羽松高等学校（いしかわけんりつ うしょうこうとうがっこう、英: Ishikawa Prefectural Usho High School）は、石川県羽咋市吉崎町にある公立の定時制高等学校。

## 設置学科
- 普通科（定時制課程・昼間一部制午前部）

## 校訓・教育目標

### 校訓
克己・精進

### 教育目標
「克己・精進」の校訓のもと、確かな学力・豊かな心・健やかな身体を育み、社会に貢献できる人材を育成する。

## 沿革
- 1948年（昭和23年）9月 - 石川県立羽咋高等学校定時制普通科を設置。他に邑知分校、志雄分校を置く。
- 1949年（昭和24年）4月 - 高浜分校設置。
- 1953年（昭和28年）4月 - 邑知分校を志雄分校に合併統合。
- 1955年（昭和30年）4月 - 志雄分校を中心校に統合、中心校教場を旧能友高校校舎（能登織物工場経営）を借用。2年制短期課程家政科となる。
- 1961年（昭和36年）4月 - 中心校教場を羽咋中学校羽咋教場の一部を借用移転。
- 1962年（昭和37年）4月 - 昼間2部制授業開始。
- 1963年（昭和38年）
  - 4月 - 元石川県立羽咋高等女学校本館に移転。
  - 5月 - 短期課程を4年制に復旧、翌年度より実施に決定。
- 1964年（昭和39年）5月 - 高浜分校は1963年（昭和38年）4月1日より石川県立羽咋高等学校全日制分校設置に伴い自然解消。
- 1968年（昭和43年）1月 - 専攻科設置（洋裁科・和裁科設置）。
- 1970年（昭和45年）
  - 4月 - 普通科を設置し、第2学年を普通科に転科措置。
  - 11月 - 全日制校舎移転に伴い、その跡地（羽咋市旭町ア200）に移転（羽咋市役所と分割同居）。
- 1971年（昭和46年）4月 - 専攻科の募集停止。専攻科2年生は4月開校の石川県立羽咋女子専門学校[1]2年に編入
- 1972年（昭和47年）4月 - 石川県立羽咋高等学校定時制課程が独立し、石川県立羽松高等学校を創立。
- 1975年（昭和50年）12月 - 校舎改築起工式及び地鎮祭。
- 1977年（昭和52年）11月 - 鉄筋コンクリート造4階建の新校舎に移転。
- 1978年（昭和53年）3月 - グラウンド完成。
- 1979年（昭和54年）
  - 1月 - 体育館・自転車置場完成。
  - 6月 - 校舎等落成式。
- 1980年（昭和55年）3月 - 校庭緑化事業「ふるさとの杜」完成。
- 1981年（昭和56年）3月 - 校庭緑化事業ふるさとの杜「ふるさとコーナーあずまや」完成。
- 1991年（平成3年）9月 - 創立20周年記念植樹、テント1張・テレビ1台・カセットレコーダー5台購入寄贈。
- 1993年（平成5年）4月 - 北国繊維工業（株）は勤労生徒の採用をとりやめる。
- 1994年（平成6年）4月 - 「羽松特別活動」制度を廃止し、「PTA」の創設。
- 1996年（平成8年）4月 - 午前の一部制となり、3年修業制度が導入。空き教室を利用して「やすらぎ教室」開設。
- 1997年（平成9年）4月 - 推薦入学実施。学校開放講座を開設。
- 1999年（平成11年）4月 - 「やすらぎ教室」が羽松高等学校に移管。
- 2000年（平成12年）4月 - 単位制高等学校となり、2学期制を採用。
- 2001年（平成13年）
  - 3月 - 余裕教室活用整備事業、相談室「悠遊」完成。
  - 10月 - 創立30周年記念植樹、校舎壁面に校章設置、校門前に安全ミラー設置、校舎周辺整備。
- 2002年（平成14年）10月 - 県立学校教育活動活性化マイプラン事業で本校より申請の「電気窯」設置。
- 2003年（平成15年）3月 - 保健室・会議室の改装で保健室リニューアルと面談室の新設。
- 2005年（平成17年）
  - 3月 - 体育館屋根の葺き替え工事完了。
  - 10月 - パソコン室を改装し、自習室・個別学習室を設置。
- 2006年（平成18年）10月 - 体育館耐震補強工事完了。
- 2020年（令和2年）3月 - 校内通信ネットワーク整備工事完了。

## 部活動
- 運動部 - バドミントン、卓球
- 文化部 - 美術、情報
- 同好会 - 漢字検定

## 所在地
〒925-0021 石川県羽咋市吉崎町ラ1番地2

## その他
- 本校の1階には「やすらぎ羽咋教室」（教育支援センター）がある。